# Ixodina kovacsi
Ixodina kovacsi là một loài bọ cánh cứng trong họ Bọ hung (Scarabaeidae).